# ماريا لويزا أنجوين
ماريا لويزا أنجوين (21 سبتمبر 1849 - 25 أبريل 1898) طبيبة كندية، كانت أول امرأة مرخصة لممارسة الطب في نوفا سكوتيا
ابنة القس توماس أنجوين، كاهن ميثودي ولويزا إيما جيل، ولدت في بلاكهيد، كونسيبشن باي، نيوفاوندلاند . انتقلت عائلتها إلى نوفا سكوتيا عام 1865. تلقت تعليمها في أكاديمية السيدة في جامعة ماونت أليسون ويسليان، وحصلت على شهادة الفنون الليبرالية في عام 1869، التحقت بالمدرسة العادية في ترورو ودرّست لمدة خمس سنوات في دارتموث لتمويل دراساتها الإضافية. حصلت أنجوين على درجة الماجستير من كلية طب المرأة في ولاية نيويورك في عام 1882. كانت متدربة في مستشفى نيو إنجلاند للنساء والأطفال في بوسطن، واصلت أنجوين دراساتها في مستشفى رويال فري في لندن. في عام 1884، تم ترخيصها لممارسة المهنة في نوفا سكوتيا وإنشاء مكتب في هاليفاكس. كانت عضوًا في اتحاد الاعتدال المسيحي للمرأة وتحدثت أيضًا لصالح حق المرأة في الاقتراع. في عام 1895، ألقت محاضرة حول النظافة، إلى جانب آني إيزابيلا هاميلتون، أول امرأة تحصل على درجة الماجستير من جامعة دالهوسي.
عادت إلى نيويورك عام 1897 لمتابعة الدراسات العليا. توفيت أنجوين فجأة في آشلاند، ماساتشوستس أثناء شفائها من جراحة بسيطة.